# 橘子洲站
橘子洲站，位于中华人民共和国湖南省长沙市岳麓区橘子洲湘江一桥南侧地下，是长沙地铁2号线的地铁车站，于2014年4月29日开通。
本站作为廉政主题车站，又稱“橘子洲·青莲站”（青莲谐音清廉），站内设有诸多展示清廉文化的陈设。

## 车站

### 建造

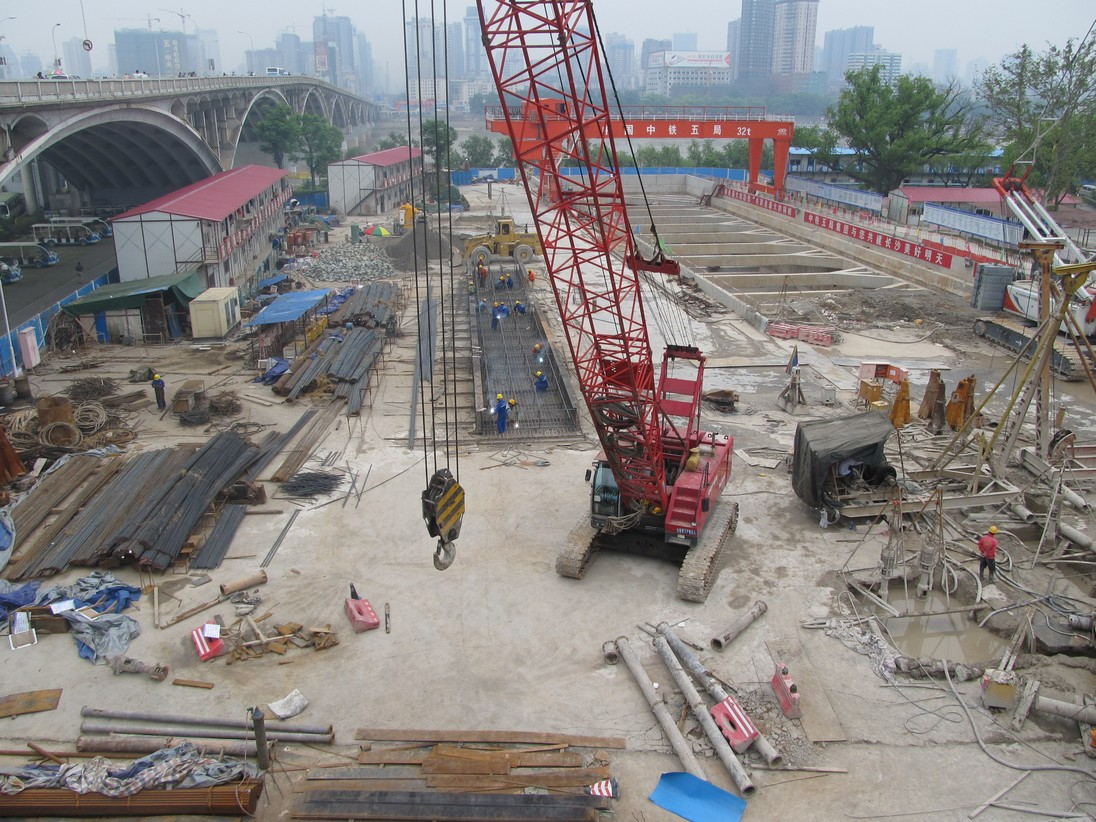
建设时的橘子洲站（2011年5月）

湘江一桥原南侧引桥因与车站基坑位置冲突而拆除，并在原引桥的西侧重建。不同于其它车站，本站的出入口位于车站主体的顶部，总共设有两个出入口，其中1号口朝向河西并配备升降电梯、2号口朝向河东。为预防可能的大洪水，两个出入口均高于路面数米。

### 车站结构
| 地面      | 出入口                              |                                       |        |
| 地下 一层 | 缓冲层                              | 缓冲层                                | 缓冲层 |
| 地下 二层 | 站厅层                              | 站厅、售票机、客服中心、便利店        |        |
| 地下 三层 | 设备层                              | 设备层                                | 设备层 |
| 地下 四层 |                                     | 2号线列车往梅溪湖西（下一站：溁湾镇） |        |
| 地下 四层 | 岛式月台，左边车门将会开启          |                                       |        |
| 地下 四层 | 2号线列车往光达（下一站：湘江中路） |                                       |        |

### 英文翻译
橘子洲的英文翻译为Orange Isle，但本站英文名称直接采用全拼音Juzizhou。

## 图集

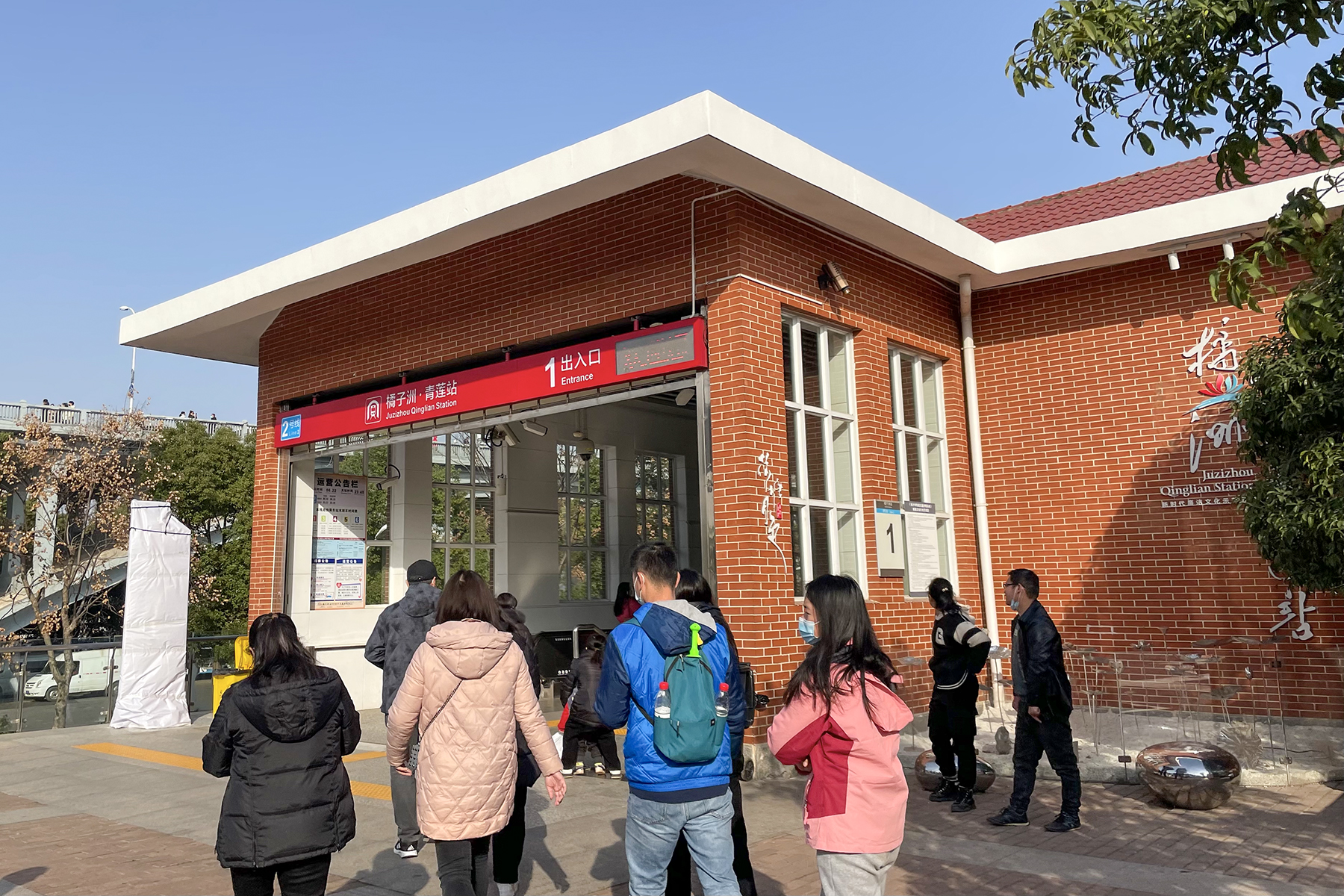
1号出入口
節假日期間的2號出入口
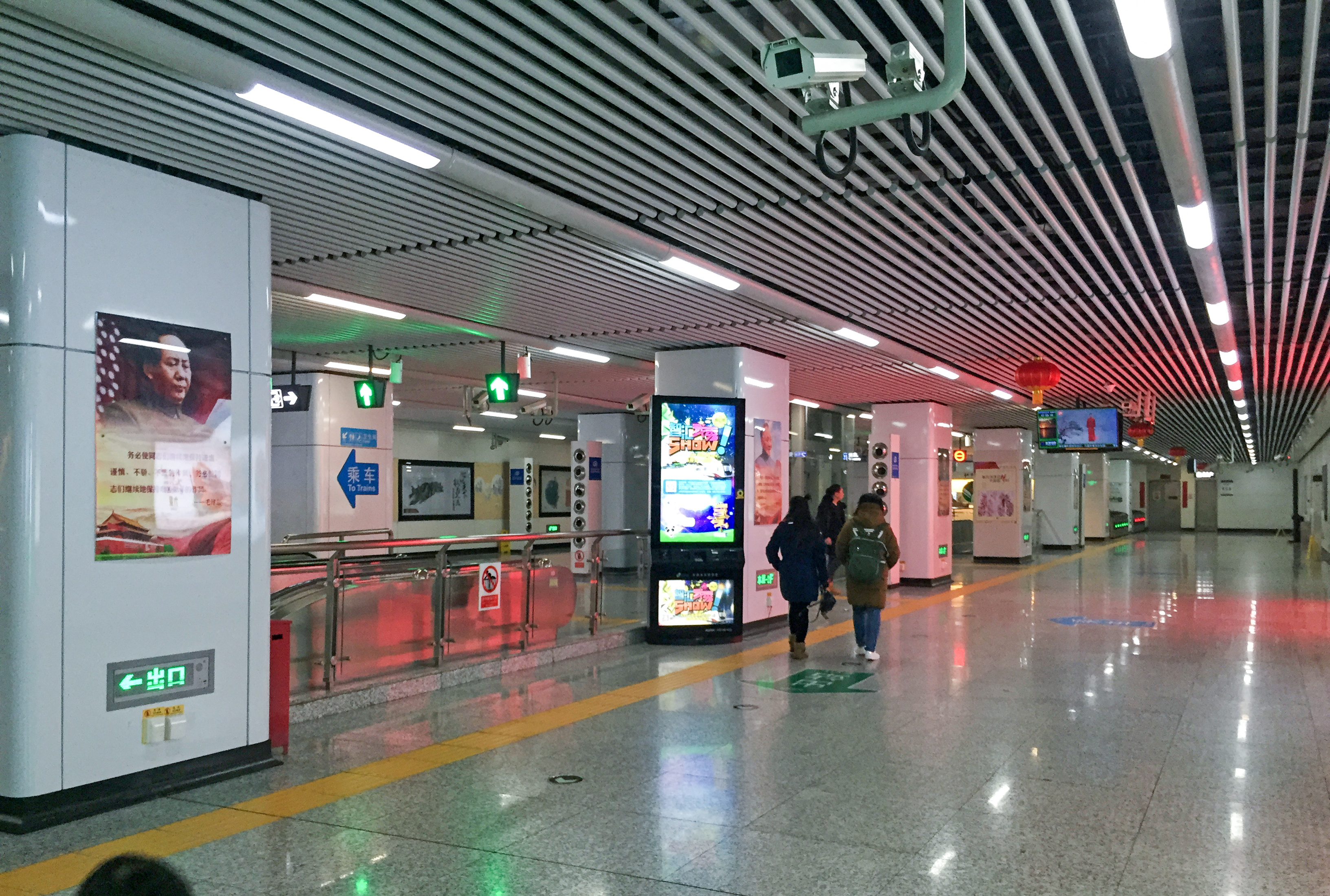
车站站厅
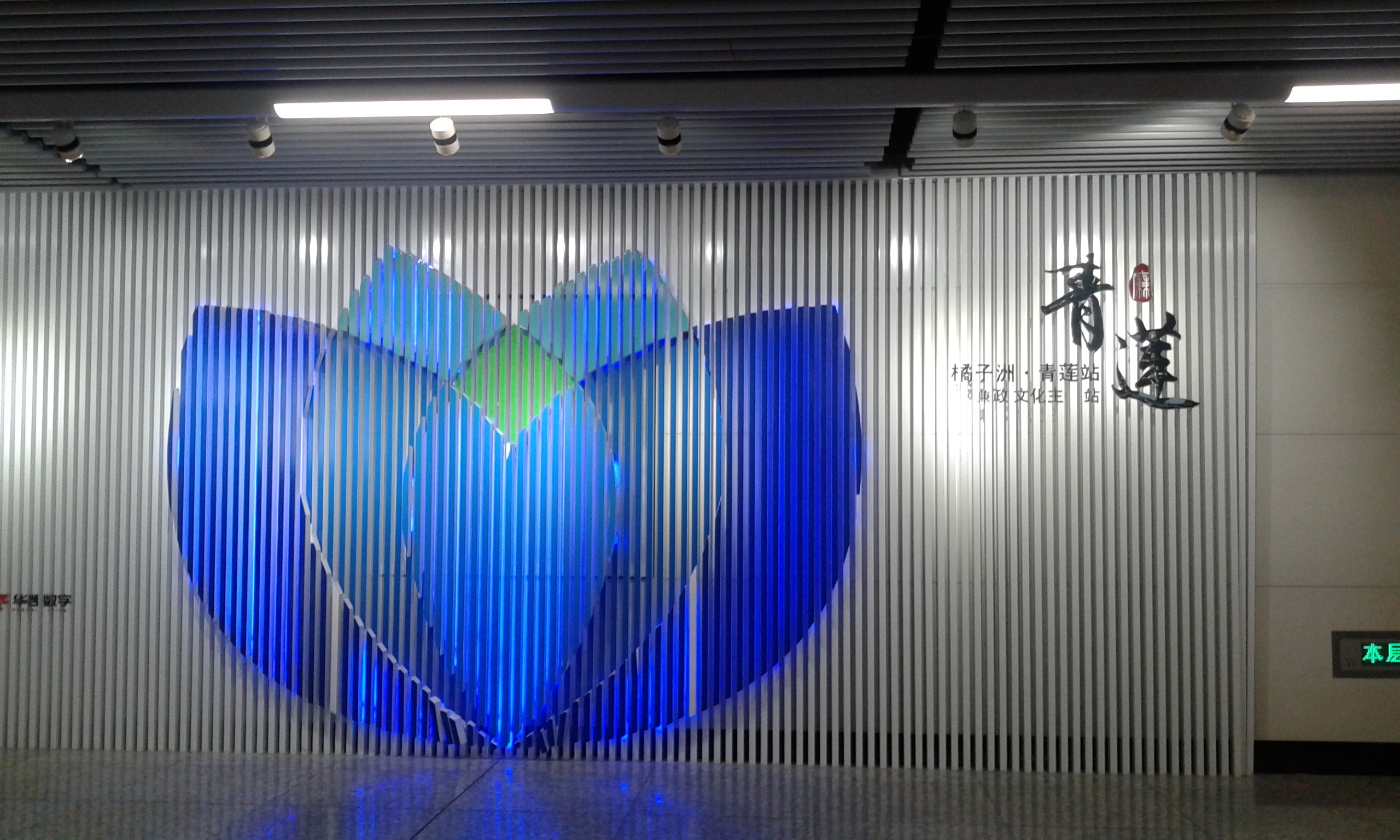
车站艺术墙
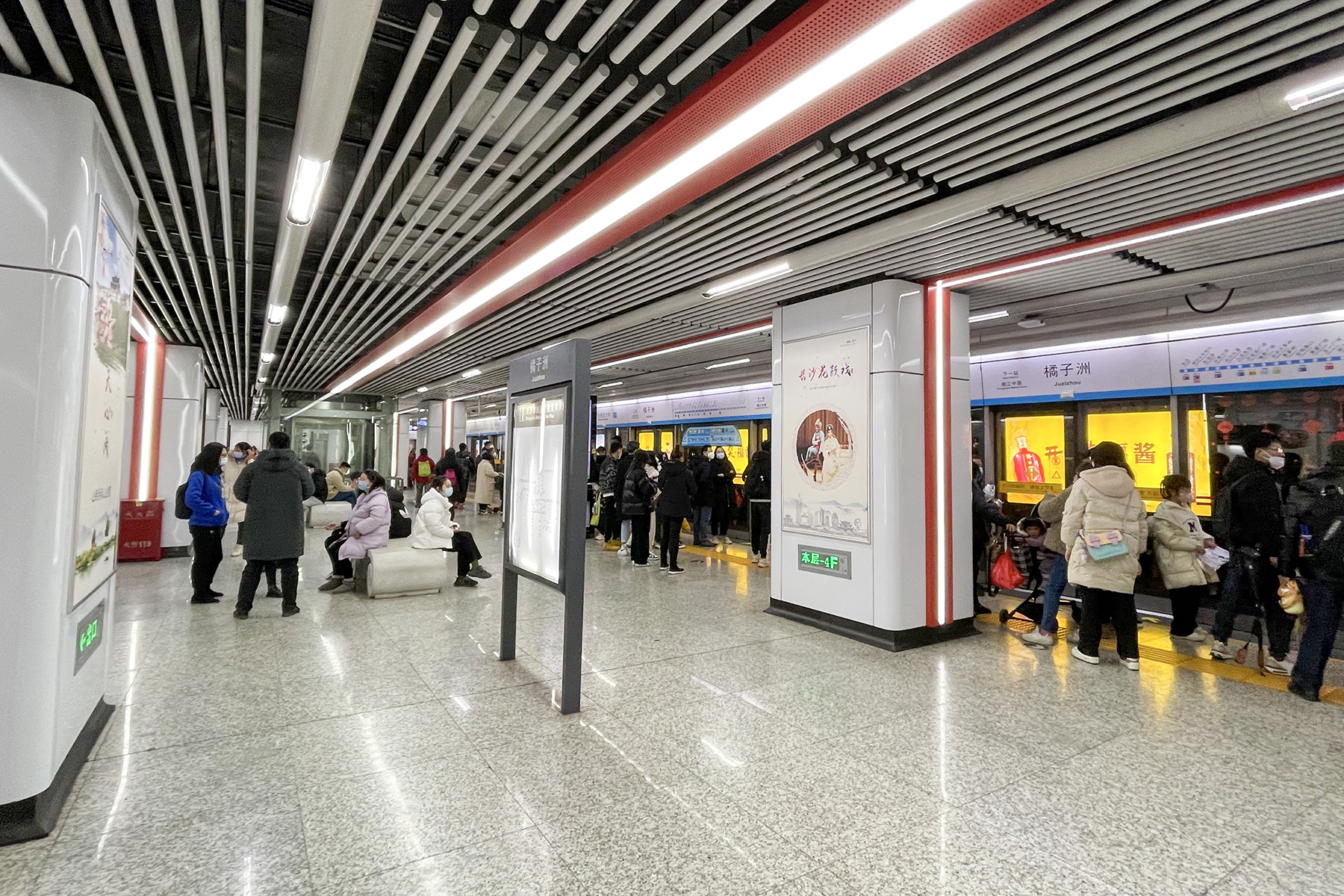
车站站台

## 利用状况
因为位于全国知名的景区，除去因湘江大洪水和肺炎疫情封站以外，平日客流量一直可观，特别逢节假日为应对暴增的游客，采取1号口只进、2号口只出的模式，以维持正常运营。

## 车站周边
- 橘子洲[2]
- 毛泽东青年艺术雕塑
- 湘江